# Henrique da Cunha Lobo
Henrique da Cunha Lobo (m. 1662), designado o Moço, foi um sertanista, nascido e falecido em São Paulo. Era filho de Henrique da Cunha Lobo, dito o Velho, cujo testamento sobreviveu, e sua esposa Agostinha Rodrigues. Casou com Mariana Ribeiro, a irmã de Antônio  Ribeiro Baião e filha de João Maciel Valente e Maria Ribeiro. O casal gerou doze filhos: Henrique da Cunha Lobo, o Neto; Manuel Maciel; Francisco da Cunha Lobo; Matias de Oliveira; Domingos; José; Agostinho Rodrigues; Maria; Isabel; Ana; João; e Estêvão. É sabido que Henrique fez várias entradas no sertão, uma delas em 1656, na companhia de Antônio Gonçalves de Mendonça, quando passou por Taubaté e comprou um espadim, e cujo valor ficou devendo a Manuel de Linhares. Em 1670, retornou ao sertão, como declarado em seu testamento, na companhia de Pedro Fernandes Aragonês.